# Imecsfalva
Imecsfalva (románul Imeni) falu Romániában Kovászna megyében. Közigazgatásilag Szentkatolnához tartozik.

## Fekvése
Kézdivásárhelytől 6,5 km-re délre, a Gelence-patak hordalékkúpján fekszik.

## Nevének eredete
Nevét Benkő József szerint arról a székely telepesről kapta, aki elsőként telepedett a falu területére.

## Története
A település neve először 1561-ben említették oklevelekben, ekkor Imeczfalva alakban szerepelt. 1567-ben Imechfalwa, Imechffalwa, 1733-ban Imetsfalva, 1750-ben Imecsfalu, 1854-ben Imecsfalva formában említették.
Régi temploma 1583 előtt épült, nyoma nem maradt. A mai római katolikus temploma 1805 és 1808 között épült a Kisboldogasszony tiszteletére. A 18. századi volt Cserey udvarházban alapította meg Cserey Jánosné Zathureczky Emília 1876-ban a sepsiszentgyörgyi Székely Nemzeti Múzeumot, melynek alapja az itt elhelyezett Cserey-gyűjtemény volt. Az alapító emléktábláját 1997-ben avatták fel. 1910-ben 422 lakosából 420 magyar és 2 román volt. A trianoni békeszerződésig Háromszék vármegye Kézdi járásához tartozott. 1992-ben 287 lakosából 282 magyar volt.

## Híres emberek
- Itt született Mágori Varga Béla (1897–1998) festőművész.[3][4]
- Itt született Kicsid Gábor 1948-ban, élsportoló, többszörös világbajnok, olimpiai érmes, világválogatott kézilabdázó.